# 2 Millionen Dollar Trinkgeld
2 Millionen Dollar Trinkgeld (Originaltitel: It Could Happen to You) ist eine US-amerikanische Filmkomödie aus dem Jahr 1994. Der Regisseur war Andrew Bergman, das Drehbuch schrieb Jane Anderson. Die Hauptrollen spielten Nicolas Cage und Bridget Fonda.

## Handlung
Die Handlung spielt in New York. Die Geschichte wird von Angel Dupree wie ein Märchen erzählt. Der Polizist Charlie Lang ist sowohl in seinem Beruf als Polizist als auch im zivilen Leben ein sehr guter Mensch. Als Charlie und sein Partner eines Tages in einem Café frühstücken, lernt Charlie die Kellnerin Yvonne Biasi kennen. Sie ist relativ unfreundlich, da sie am selben Tag einen Offenbarungseid leisten musste, weil ihr Noch-Ehemann, von dem sie sich die Scheidung nicht leisten kann, mit ihrer gemeinsamen Kreditkarte 12.000 $ ausgegeben hat.
Da Charlie kein Kleingeld, aber einen Lottoschein mit sich führt, verspricht er Yvonne, als er geht, anstelle des Trinkgeldes die Hälfte des eventuellen Lottogewinns. Tatsächlich haben Charlie und seine Frau Muriel alle sechs Zahlen richtig. Nachdem Muriel hinnehmen muss, dass auf Grund anderer Gewinner ihr Anteil am 64-Millionen-Dollar-Jackpot auf 4 Millionen geschrumpft ist, kommt es zu einem handfesten Streit, als Charlie ihr von seinem Versprechen berichtet, den Gewinn mit Yvonne zu teilen. Muriel besteht darauf, Yvonne nicht an dem Gewinn zu beteiligen.
Am nächsten Tag will Charlie die Trinkgeldzahlung nachholen und dabei sein schlechtes Gewissen mit einem kleinen Präsent für die ahnungslose Kellnerin beruhigen. Yvonne freut sich über die nette Aufmerksamkeit und spricht offenherzig über ihre finanzielle Notlage. Charlie sieht, wie sich Yvonne um AIDS-Kranke kümmert, die das Café besuchen, und ihm wird klar, dass Yvonne ein guter Mensch ist und es richtig wäre, ihr den Teil des Gewinns zu geben, um ihr zu helfen. Er überlässt ihr die Entscheidung: doppeltes Trinkgeld oder die Hälfte des Lottogewinns. Yvonne wählt letzteres und ist nach anfänglichem Unglauben überglücklich über die Höhe des Gewinns.
Charlie, Yvonne und Muriel geraten nach dem Pressetermin der Lottogesellschaft mit dem „2-Millionen-Dollar-Trinkgeld an eine Kellnerin“ groß in die Schlagzeilen.
Yvonne kauft das Café, in dem sie zuvor gearbeitet hat, und richtet dort sogar einen Tisch mit Charlies Namen ein, an dem Arme und Obdachlose ein kostenloses Essen bekommen.
Muriel plant, ihr Vermögen zu vermehren, sie bezeichnet sich als „Luxusmensch“. Sie gibt einen Teil ihres Vermögens für die Renovierung der Wohnung sowie für diverse Luxusartikel aus. Charlie wird im Dienst durch einen Schuss verwundet. Yvonnes Ehemann kehrt in ihr Leben zurück und will einen Teil des Gewinns für sich.
Da Muriels Bestrebungen offensichtlich rein materieller Art sind, driftet die Beziehung zwischen Charlie und ihr auseinander. Charlie verbringt Zeit mit Yvonne, während Muriel auf einer Bootsparty den Lottogewinner Jack Gross kennenlernt, der ihr Angebote macht, wie sie ihr Geld investieren könnte, was Muriels Interesse weckt.
Als die Medien von den gemeinsamen Freizeitaktivitäten von Charlie und Yvonne berichten, wirft Muriel Charlie aus der Wohnung und will die Scheidung. Der Nachbarsjunge rät Charlie, im Plaza zu nächtigen. Yvonne, die von ihrem Ehemann belästigt wird, quartiert sich auch für eine Nacht dort ein und trifft Charlie zufällig am Empfang. Sie verbringen daraufhin die Nacht gemeinsam.
Doch Hotelangestellte haben die Medien darüber informiert. Durch den anschließenden Medienrummel stehen Charlies Chancen beim anschließenden Scheidungsprozess sehr schlecht. Ihm wird vorgeworfen, schon eine längere Beziehung zu Yvonne zu haben. So fordern Muriels Anwälte von ihm die 1 Million US-Dollar, sowie die 2 Millionen US-Dollar von Yvonne zurück, da es Muriels Geburtsdatum und ihr Hochzeitstag waren, mit denen Charlie gespielt hatte. Allerdings hatte Charlie sich beim Hochzeitstag um einen Tag geirrt, doch Muriel tischt dem Gericht auf, dass das falsche Datum auf den ihr im Traum erschienenen Geist ihres Vaters zurückzuführen sei.
Muriel kann alle ihre Forderungen durchsetzen, so dass Charlie und Yvonne mittellos dastehen. Yvonne entfernt sich von ihm und hat Schuldgefühle, sein Leben zerstört zu haben. Charlie sucht sie an einem einsamen Abend im Café auf und sagt ihr, dass ihm Geld egal sei und der Mensch, den er in ihr kennenlernen durfte, ihm viel mehr bedeute als das Geld. Charlie und Yvonne planen nun, New York zu verlassen. Während sie einsam in Yvonnes verlassenem Café tanzen, klopft ein Obdachloser an die Tür, der nach einer Suppe verlangt. Yvonne gibt sie ihm. Er isst sie, während Charlie und Yvonne Arm in Arm tanzen.
Es stellt sich heraus, dass der vermeintliche Obdachlose Angel Dupree, ein Fotograf der New York Post ist. Er berichtet von der „Darkest Hour“ (der dunkelsten Stunde) des Paares in einem ergreifenden Zeitungsartikel u. a. davon, dass Charlie ihm, als er gehen wollte, noch Geld zusteckte und bedauerte, dass es nicht mehr sei.
Diese Geschichte veranlasst die Bürger von New York nach einem Hinweis der Zeitung, auf ihre Art und Weise Gerechtigkeit walten zu lassen und Charlie und Yvonne ein eigenes Trinkgeld zu geben. Tausende von Briefen treffen in der Cafeteria von Yvonne ein, alle mit einigen Dollars oder kleinen Schecks gefüllt, so dass Charlie und Yvonne ein „Trinkgeld“ von 600.000 US-Dollar bekommen.
Charlie arbeitet weiter als Polizist und Yvonne kauft abermals ihr Café. Yvonnes Ex-Mann bekommt nur Arbeit als Taxifahrer, während Muriel Jack Gross heiratet, der ihr Bankkonto plündert und außer Landes flieht. Muriel lebt daraufhin bei ihrer Mutter und arbeitet wieder im Nagelstudio.

## Kritiken
Roger Ebert lobte in der Zeitung Chicago Sun-Times vom 29. Juli 1994 die Regie des Films sowie die Darstellung von Rosie Perez. Hal Hinson kritisierte in Washington Post vom 29. Juli 1994, dass der Film unrealistisch sei. Peter Travers bezeichnete in Rolling Stone vom 14. Februar 2001 die Beziehung von Charlie und Yvonne als eine Parodie von Ken and Barbie.

## Hintergründe
Einige Elemente der Handlung beruhen auf einer wahren Geschichte, die dem Polizisten Robert Cunningham und der Kellnerin Phyllis Penzo passierte. Am 30. März 1984 bat der Inspektor in seiner Stammpizzeria die Serviererin Penzo, ihm beim Tippen der Lottozahlen behilflich zu sein. Beide wählten daraufhin jeweils drei Zahlen aus. Cunningham scherzte, dass er die Hälfte als Trinkgeld gebe, wenn er gewinnen würde. Daran hielt er sich auch, als er tatsächlich mit diesem Los sechs Millionen Dollar gewann. Anders als im Film blieben beide bei ihrem jeweiligen Lebensgefährten.
Der Film wurde in New York City, in Jersey City und in Yonkers gedreht. Er spielte in den Kinos der USA ca. 37,8 Millionen US-Dollar ein.

## Synchronisation
Die deutschsprachige Synchronisation des Films entstand bei der Film- & Fernseh-Synchron GmbH.
| Rolle           | Schauspieler    | Synchronsprecher   |
| --------------- | --------------- | ------------------ |
| Charlie Lang    | Nicolas Cage    | Ronald Nitschke    |
| Yvonne Biasi    | Bridget Fonda   | Susanna Bonasewicz |
| Muriel Lang     | Rosie Perez     | Katrin Fröhlich    |
| Angel Dupree    | Isaac Hayes     | Jochen Striebeck   |
| Bo Williams     | Wendell Pierce  | Michael Brennicke  |
| C. Vernon Hale  | Richard Jenkins | Hartmut Neugebauer |
| Eddie Biasi     | Stanley Tucci   | Martin Umbach      |
| Jack Gross      | Seymour Cassel  | Hans Wyprächtiger  |
| Plaza Hotelpage | Kaipo Schwab    | Philipp Brammer    |
| Timothy         | Charles Busch   | Axel Malzacher     |